# Хотын (Березновская городская община)
Хотын (укр. Хотин) — село в Березновской городской общине Ровненского района Ровненской области Украины.
До 2020 года входило в Березновский район.
Население по переписи 2001 года составляло 1482 человека. Почтовый индекс — 34667. Телефонный код — 3653. Код КОАТУУ — 5620488303.